# Mimosa extranea
Mimosa extranea är en ärtväxtart som beskrevs av George Bentham. Mimosa extranea ingår i släktet mimosor, och familjen ärtväxter. Inga underarter finns listade i Catalogue of Life.